# Scots Wha Hae
Scots Wha Hae is een van de drie onofficiële volksliederen van Schotland. Het is geschreven door Robert Burns en een van de populairste gedichten van Schotland, waarin volgens velen (woordelijk) de toespraak wordt weergegeven die Robert the Bruce hield voor zijn manschappen kort voor de Slag om Bannockburn tegen het leger van Eduard II van Engeland, de zoon van "Longshanks".
De in de eerste regel genoemde Sir William Wallace was een Schots vrijheidsstrijder, die in 1305 door koning Eduard I van Engeland werd terechtgesteld op een schavot in Londen. Robert the Bruce, genoemd in tweede regel, leidde de opstand die volgde op de dood van Wallace en werd gekroond tot koning van Schotland. Eduard III erkende de onafhankelijkheid van Schotland eerst in 1328, en nogmaals 1357.
Andere liederen die als Schots volkslied worden gebruikt, zijn The Flower of Scotland en Scotland the Brave.

## Tekst
| Schots origineel Scots, wha hae wi' Wallace bled, Scots, wham Bruce has aften led, Welcome tae your gory bed, Or tae Victorie! Now's the day, and now's the hour: See the front o' battle lour, See approach proud Edward's power – Chains and Slaverie! Wha will be a traitor knave? Wha can fill a coward's grave? Wha sae base as be a slave? Let him turn and fled Wha, for Scotland's King and Law, Freedom's sword will strongly draw, Freeman stand, or Freeman fa', Let him on wi' me! By Oppression's woes and pains! By your sons in servile chains! We will drain our dearest veins, But they shall be free! Lay the proud usurpers low! Tyrants fall in every foe! Liberty's in every blow! – Let us do or die! Scots wha ha'e wi' Wallace bled Scots wham Bruce has often led Welcome tae your gory bed Or tae victory! | Engelse versie Scots, who have with Wallace bled, Scots, whom Bruce has often led, Welcome to your gory bed Or to victory! Now is the day, and now is the hour: See the front of battle lour (impending), See approach proud Edward's power – Chains and slavery! Who will be a traitor knave? Who will fill a coward's grave? Who's so base as be a slave? – Let him turn, and flee! Who for Scotland's King and Law Freedom's sword will strongly draw, Freeman stand or freeman fall, Let him follow me! By oppression's woes and pains, By your sons in servile chains, We will drain our dearest veins But they shall be free! Lay the proud usurpers low! Tyrants fall in every foe! Liberty is in every blow! Let us do or die! | Nederlandse vertaling Schotten, die met Wallace hebben gebloed, Schotten, die Bruce vaak heeft aangevoerd, Welkom op uw bloederige bed of bij uw victorie! Nu is de dag, en nu is het uur Zie, de veldslag gaat beginnen, Zie de macht van trotse Eduard naderen – Ketens en slavernij! Wie zal de bedriegende verrader zijn? Wie zal er een lafaard’s graf vullen? Wie is zo laag om slaaf te zijn? – Laat hem omkeren, en vluchten! Wie voor Schotland’s koning en wet Gereed is vrijheid's zwaard te trekken, Als vrije man wil standhouden of sterven, Laat die mij volgen! Bij de klachten en pijnen van onderdrukking! Bij jullie zonen in ketens van slavernij! Wij zullen onze dierbare aderen leeg laten bloeden Maar zij zullen vrij zijn! Sla neer de trotse overheersers! Elke dode vijand is een tiran minder! Vrijheid ligt in elke slag! Laten wij doen of sterven! |